# جان پیترسن
جان پیترسن (انگلیسی: Jan Petersen; ۲۰ اکتبر ۱۸۸۷ – ۳ مارس ۱۹۶۷) دانشمند در زمینه باستان شناسی اهل نروژ بود.